# Česká vesmírná aliance

Česká vesmírná aliance (Czech Space Alliance) zkráceně CSA je asociace 19 firem, z nichž většina jsou malé a střední podniky, založená v roce 2006.
Její členové usilují o rozvoj kosmického průmyslu, a to zejména prostřednictvím Evropské kosmické agentury (ESA). Zakládající členové, konkrétně BBT, CSRC (nyní[kdy?] součást BD Sensors) a Science Systems (nyní[kdy?] Iguassu Software Systems), se účastní projektů ESA a dalších kosmických projektů již od 90. let.[zdroj?]
Aliance byla založena za účelem prezentovat dovednosti svých členů na národních a mezinárodních akcích a konstantně se snaží navázat dialog a vztahy s podobnými asociacemi a kosmickými agenturami nejen v Evropě, ale po celém světe; snaží se pomoci svým členům rozvíjet obchodní vztahy a hledat potenciální partnery v ostatních členských státech ESA i mimo ni.
Důležitou součástí je reprezentace a prosazování zájmů kosmického průmyslu u národních rozhodovacích orgánů, médií a dalších relevantních asociací nebo subjektů; spolupracovat s ministerstvy a všemi ostatními oficiálními subjekty podporujícími kosmické aktivity při formulaci kosmické politiky a vytváření vhodných podmínek pro růst kosmického průmyslu. To je také samotným konečným cílem CSA - být platformou pro komunikaci vlády se všemi hlavními průmyslovými hráči v oblasti kosmických aplikací v České republice a vybudovat obraz českého kosmického průmyslu.[zdroj?]

## Sektory kosmických aplikací a jejich pokrytí členy CSA
- Konstrukce a simulace: L.K. Engineering s.r.o., OHB Czechspace s.r.o., SAB Aerospace s.r.o., TTS s.r.o.
- Vývoj softwaru: esc Aerospace s.r.o., Iguassu Software Systems a.s., Terma Technologies Czech Republic s.r.o., Huld s.r.o.
- Elektronika – komponenty: AVX Corporation, BD SENSORS s.r.o., TTS s.r.o.
- Elektronika – montáž: Terma Technologies Czech Republic s.r.o., BD SENSORS s.r.o., esc Aerospace s.r.o., UNITES Systems a.s.
- Vědecké přístroje: BBT - Materials Processing s.r.o., Rigaku Innovative Technologies Europe s.r.o., ADVACAM s.r.o.
- Vývoj materiálů: 5M s.r.o., TOSEDA s.r.o.
- Mechanismy a struktury: 5M s.r.o., Frentech Aerospace s.r.o., Stratosyst s.r.o.
- Integrace dílčích systémů: 5M s.r.o., Frentech Aerospace s.r.o., SAB Aerospace s.r.o., Stratosyst s.r.o.
- Testování: 5M s.r.o., ADVACAM s.r.o., BD SENSORS s.r.o., EGGO Space s.r.o., esc Aerospace s.r.o., Frentech Aerospace s.r.o., L.K. Engineering s.r.o., OHB Czechspace s.r.o., Rigaku Innovative Technologies Europe s.r.o., SAB Aerospace s.r.o., TOSEDA s.r.o., UNITES Systems a.s., Terma Technologies Czech Republic s.r.o.

Počátky zapojení českého průmyslu do kosmických aplikací byly zaměřeny na jednotlivé komponenty a služby, a to i na vysoce kvalitní úrovni. Postupem času členové CSA zvýšili své kompetence a zvýšili komplexnost svých produktů a zapojení do dodavatelského řetězce vysoce postavených kosmických hráčů na světě, jako jsou například Thales Alenia Space (TAS) nebo Airbus Defence and Space. Aktuálně jsou členové České kosmické aliance partnery pro velmi komplexní dílčí systémy, jako jsou struktury satelitů nebo mechanické podsystémy solárních panelů.[zdroj?]